# Scavino
Scavino est une ville de l'Uruguay située dans le département de San José. 

## Infrastructure
La ville est située au sud-ouest du département de San José , sur la Route 1, à proximité de la ville d'Ecilda Paullier.

## Population
| Année | Population |
| ----- | ---------- |
| 1963  | -          |
| 1975  | 104        |
| 1985  | 114        |
| 1996  | 152        |
| 2004  | 155        |
| 2011  | 183        |

Référence,.